# Sussex Stakes
Groupe I
Les Sussex Stakes est une course hippique internationale de groupe I qui se déroule sur l'hippodrome de Goodwood, en Angleterre. 
C'est une épreuve réservée aux chevaux de 3 ans et plus, qui se court sur 1 600 mètres lors du Glorious Goodwood meeting, fin juillet début août. L'allocation s'élève à 1 000 000 £.
Avant le phénomène Frankel en 2011 et 2012, aucun cheval n'avait pu remporter deux fois cette course, théâtre des exploits de Brigadier Gerard, Giant's Causeway, Rock of Gibraltar, Solow ou Kingman. Roussillon s'approcha du doublé en 1985, lorsqu'il s'imposa après s'être vu retiré la victoire l'année précédente au profit de Chief Singer, en raison d'un incident de course.

## Palmarès depuis 1971
| Année | Vainqueur         | S/A  | Pays        | Père              | Jockey             | Entraîneur             | Propriétaire              | Deuxième           | Troisième          | Temps   |
| ----- | ----------------- | ---- | ----------- | ----------------- | ------------------ | ---------------------- | ------------------------- | ------------------ | ------------------ | ------- |
| 2024  | Notable Speech    | M.3  | Royaume-Uni | Dubawi            | William Buick      | Charlie Appleby        | Godolphin                 | Maljoom            | Facteur Cheval     | 1'35"97 |
| 2023  | Paddington        | M.3  | Irlande     | Siyouni           | Ryan Moore         | Aidan O'Brien          | Smith, Magnier & Tabor    | Facteur Cheval     | Charyn             | 1'47"16 |
| 2022  | Baaeed            | M. 4 | Royaume-Uni | Sea the Stars     | Jim Crowley        | William Haggas         | Shadwell Estate Co. Ltd   | Modern Games       | Alcohol Free       | 1'37"74 |
| 2021  | Alcohol Free      | F.3  | Royaume-Uni | No Nay Never      | Oisin Murphy       | Andrew Balding         | Jeff Smith                | Poetic Flare       | Snow Lantern       | 1'42"83 |
| 2020  | Mohaather         | M.4  | Royaume-Uni | Showcasing        | Jim Crowley        | Marcus Tregoning       | Cheikh H. Al Maktoum      | Circus Maximus     | Siskin             | 1'38"75 |
| 2019  | Too Darn Hot      | M.3  | Royaume-Uni | Dubawi            | Frankie Dettori    | John Gosden            | Andrew Lloyd Webber       | Circus Maximus     | I Can Fly          | 1'38"57 |
| 2018  | Lightning Spear   | M.7  | Royaume-Uni | Pivotal           | Oisin Murphy       | David Simcock          | Qatar Racing Ltd          | Expert Eye         | Lord Glitters      | 1'39"89 |
| 2017  | Here Comes When   | H.7  | Royaume-Uni | Danehill Dancer   | Jim Crowley        | Andrew Balding         | Fitri Hay                 | Ribchester         | Lightning Spear    | 1'46"11 |
| 2016  | The Gurkha        | M.3  | Irlande     | Galileo           | Ryan Moore         | Aidan O'Brien          | Smith, Magnier & Tabor    | Galileo Gold       | Ribchester         | 1'37"35 |
| 2015  | Solow             | H.5  | France      | Singspiel         | Maxime Guyon       | Freddy Head            | Wertheimer & Frère        | Arod               | Gabrial            | 1'39"18 |
| 2014  | Kingman           | M.3  | Royaume-Uni | Invincible Spirit | James Doyle        | John Gosden            | Khalid Abdullah           | Toronado           | Darwin             | 1'41"75 |
| 2013  | Toronado          | M.3  | Royaume-Uni | High Chaparral    | Richard Hughes     | Richard Hannon         | Cheikh Al Thani           | Dawn Approach      | Declaration of War | 1'36"29 |
| 2012  | Frankel           | M.4  | Royaume-Uni | Galileo           | Tom Queally        | Henry Cecil            | Khalid Abdullah           | Farhh              | Gabrial            | 1'37"56 |
| 2011  | Frankel           | M.3  | Royaume-Uni | Galileo           | Tom Queally        | Henry Cecil            | Khalid Abdullah           | Canford Cliffs     | Rio de La Plata    | 1'37"47 |
| 2010  | Canford Cliffs    | M.3  | Royaume-Uni | Tagula            | Richard Hughes     | Richard Hannon         | Heffer Syndicate          | Rip Van Winkle     | Premio Loco        | 1'37"44 |
| 2009  | Rip Van Winkle    | M.3  | Irlande     | Galileo           | Johnny Murtagh     | Aidan O'Brien          | Smith, Magnier & Tabor    | Paco Boy           | Ghanaati           | 1'37"16 |
| 2008  | Henrythenavigator | M.3  | Irlande     | Kingmambo         | Johnny Murtagh     | Aidan O'Brien          | Sue Magnier               | Raven's Pass       | Major Cadeaux      | 1'38"46 |
| 2007  | Ramonti           | M.5  | Italie      | Martino Alonso    | Frankie Dettori    | Saeed Bin Suroor       | Godolphin                 | Excellent Art      | Jeremy             | 1'37"62 |
| 2006  | Court Masterpiece | M.6  | Royaume-Uni | Polish Precedent  | Jimmy Fortune      | Ed Dunlop              | Gainsborough Stud         | Soviet Song        | Rob Roy            | 1'36"10 |
| 2005  | Proclamation      | M.3  | Royaume-Uni | King's Best       | Michael Kinane     | Jeremy Noseda          | S.A. Aga Khan             | Soviet Song        | Ad Valorem         | 1'40"16 |
| 2004  | Soviet Song       | F.4  | Royaume-Uni | Marju             | Johnny Murtagh     | James Fanshawe         | Elite Racing Club         | Nayyir             | Le Vei dei Colori  | 1'36"98 |
| 2003  | Reel Buddy        | M.5  | Royaume-Uni | Mr Greeley        | Pat Eddery         | Richard Hannon         | Speedlith Group           | Statue of Libety   | Norse Dancer       | 1'40"00 |
| 2002  | Rock of Gibraltar | M.3  | Irlande     | Danehill          | Michael Kinane     | Aidan O'Brien          | Alex Ferguson & S.Magnier | Noverre            | Reel Buddy         | 1'38"29 |
| 2001  | Noverre           | M.3  | Royaume-Uni | Rahy              | Frankie Dettori    | Saeed Bin Suroor       | Godolphin                 | No Excuse Needed   | Black Minnaloushe  | 1'37"12 |
| 2000  | Giant's Causeway  | M.3  | Irlande     | Storm Cat         | Michael Kinane     | Aidan O'Brien          | S.Magnier & M.Tabor       | Dansili            | Medicean           | 1'38"65 |
| 1999  | Aljabr            | M.3  | Royaume-Uni | Storm Cat         | Frankie Dettori    | Saeed Bin Suroor       | Godolphin                 | Docksider          | Almushtarak        | 1'35"66 |
| 1998  | Among Men         | M.4  | Royaume-Uni | Zilzal            | Michael Kinane     | Sir Michael Stoute     | S.Magnier & M.Tabor       | Almushtarak        | Lend A Hand        | 1'40"23 |
| 1997  | Ali-Royal         | M.4  | Royaume-Uni | Royal Academy     | Kieren Fallon      | Henry Cecil            | Greenbay Stables Ltd      | Starborough        | Allied Forces      | 1'37"98 |
| 1996  | First Island      | M.4  | Royaume-Uni | Dominion          | Michael Hills      | Geoff Wragg            | Mollers Racing            | Charnwood Forest   | Alhaarth           | 1'37"75 |
| 1995  | Sayyedati         | F.5  | Royaume-Uni | Shadeed           | Brett Doyle        | Clive Brittain         | Mohamed Obaida            | Bahri              | Darnay             | 1'36"17 |
| 1994  | Distant View      | M.3  | Royaume-Uni | Mr. Prospector    | Pat Eddery         | Henry Cecil            | Khalid Abdullah           | Barathea           | Grand Lodge        | 1'35"71 |
| 1993  | Bigstone          | M.3  | France      | Last Tycoon       | Dominique Bœuf     | Élie Lellouche         | Daniel Wildenstein        | Sayyedati          | Inchinor           | 1'40"19 |
| 1992  | Marling           | F.3  | Royaume-Uni | Lomond            | Pat Eddery         | Geoff Wragg            | Sir Edmund Loder          | Selkirk            | Second Set         | 1'36"68 |
| 1991  | Second Set        | M.3  | Royaume-Uni | Alzao             | Frankie Dettori    | Luca Cumani            | Richard L. Duchossois     | Shadayid           | Priolo             | 1'40"53 |
| 1990  | Distant Relative  | M.4  | Royaume-Uni | Habitat           | Willie Carson      | Barry Hills            | Wafic Saïd                | Green Line Express | Shavian            | 1'36"06 |
| 1989  | Zilzal            | M.3  | Royaume-Uni | Nureyev           | Walter Swinburn    | Michael Stoute         | Mana Al Maktoum           | Green Line Express | Markofdistinction  | 1'36"77 |
| 1988  | Warning           | M.3  | Royaume-Uni | Known Fact        | Pat Eddery         | Guy Harwood            | Khalid Abdullah           | Then Again         | Most Welcome       | 1'39"83 |
| 1987  | Soviet Star       | M.3  | France      | Nureyev           | Greville Starkey   | André Fabre            | Cheikh Mohammed           | Star Cutter        | Hadeer             | 1'38"83 |
| 1986  | Sonic Lady        | F.3  | Royaume-Uni | Nureyev           | Walter Swinburn    | Michael Stoute         | Cheikh Mohammed           | Scottish Reel      | Pennine Walk       | 1'39"65 |
| 1985  | Rousillon         | M.4  | Royaume-Uni | Porto Bello       | Greville Starkey   | Guy Harwood            | Khalid Abdullah           | Bairn              | King of Clubs      | 1'41"07 |
| 1984  | Chief Singer *    | M.3  | Royaume-Uni | Ballad Rock       | Ray Cochrane       | Ron Sheather           | Jeff Smith                | Creag-An-Sgor      | Wassl              | 1'38"21 |
| 1983  | Noalcoholic       | M.6  | Royaume-Uni | Nonoalco          | George Duffield    | Gavin Pritchard-Gordon | William duPont III        | Tolomeo            | Wassl              | 1'37"51 |
| 1982  | On the House      | F.3  | Royaume-Uni | Be My Guest       | John A. Reid       | Harry Wragg            | Sir Philip Oppenheimer    | Sandhurst Prince   | Achieved           | 1'37"65 |
| 1981  | King's Lake       | M.3  | Irlande     | Nijinsky          | Pat Eddery         | Vincent O'Brien        | Mme J. Binet              | To-Agori-Mou       | Noalto             | 1'39"38 |
| 1980  | Posse             | M.3  | Royaume-Uni | Forli             | Pat Eddery         | John L. Dunlop         | Ogden Mills Phipps        | Final Straw        | Star Way           | 1'41"63 |
| 1979  | Kris              | M.3  | Royaume-Uni | Sharpen Up        | Joe Mercer         | Henry Cecil            | Baron Howard de Walden    | Swiss Maid         | Alert              | 1'41"75 |
| 1978  | Jaazeiro          | M.3  | Irlande     | Sham              | Lester Piggott     | Vincent O'Brien        | Robert Sangster           | Radetzky           | Formidable         | 1'40"30 |
| 1977  | Artaius           | M.3  | Irlande     | Round Table       | Lester Piggott     | Vincent O'Brien        | Mrs G. Getty II           | Free State         | Relkino            | 1'39"51 |
| 1976  | Wollow            | M.3  | Royaume-Uni | Wolver Hollow     | Gianfranco Dettori | Henry Cecil            | Carlo d'Alessio           | Free State         | Poacher's Moon     | 1'39"74 |
| 1975  | Bolkonski         | M.3  | Royaume-Uni | Balidar           | Gianfranco Dettori | Henry Cecil            | Carlo d'Alessio           | Rose Bowl          | Lianga             | 1'39"56 |
| 1974  | Ace of Aces       | M.4  | France      | Vaguely Noble     | Jimmy Lindley      | Maurice Zilber         | Nelson Bunker Hunt        | Habat              | Mount Hagen        | 1'41"82 |
| 1973  | Thatch            | M.3  | Irlande     | Forli             | Lester Piggott     | Vincent O'Brien        | John Mulcahy              | Jacinth            | Sun Prince         | 1'39"20 |
| 1972  | Sallust           | M.3  | Royaume-Uni | Pall Mall         | Joe Mercer         | Dick Hern              | Sir Michael Sobell        | High Top           | Sparkler           | 1'37"60 |
| 1971  | Brigadier Gerard  | M.3  | Royaume-Uni | Queen's Hussar    | Joe Mercer         | Dick Hern              | Jean Hislop               | Faraway Son        | Joshua             | 1'41"00 |

 * Roussillon, arrivé 1er, a été rétrogradé pour un incident de course. 

## Précédents lauréats
- 1878 - Clocher
- 1879 - Rayon d'Or
- 1880 - Mask
- 1881 - Limestone
- 1882 - Comte Alfred
- 1883 - Ossian
- 1884 - Hermitage
- 1885 - Paradox
- 1886 - Chelsea
- 1887 - Rêve d'Or
- 1888 - Zanzibar
- 1889 - Enthusiast
- 1890 - St. Serf
- 1891 - Orvieto
- 1892 - Orme
- 1893 - Harbinger
- 1894 - Matchbox
- 1895 - Troon
- 1896 - Regret
- 1897 - Ardeshir
- 1898 - Dieudonne
- 1899 - Caiman
- 1900 - The Raft
- 1901 - Energetic
- 1902 - Royal Lancer
- 1903 - Stephanas
- 1904 - Mousqueton
- 1905 - Thrush
- 1906 - Troutbeck
- 1907 - Wool Winder
- 1908 - White Eagle
- 1909 - Minoru
- 1910 - Winkipop
- 1911 - Stedfast
- 1912 - Tracery
- 1913 - Sun Yat
- 1914 - Black Jester
- 1915-18 - pas de course
- 1919 - Glanmerin
- 1920 - Braishfield
- 1921 - Sunblaze
- 1922 - Diligence
- 1923 - Hurry Off
- 1924 - Burslem
- 1925 - The Monk
- 1926 - Plimsol
- 1927 - Rosalia
- 1928 - Marconigram
- 1929 - Le Phare
- 1930 - Paradine
- 1931 - Inglesant
- 1932 - Dastur
- 1933 - The Abbot
- 1934 - Badruddin
- 1935 - Hairan
- 1936 - Corpach
- 1937 - Pascal
- 1938 - Faroe
- 1939 - Olein
- 1940 - pas de course
- 1941 - Eastern Echo
- 1942-45 - pas de course
- 1946 - Radiotherapy
- 1947 - Combat
- 1948 - My Babu
- 1949 - Krakatao
- 1950 - Palestine
- 1951 - Le Sage
- 1952 - Agitator
- 1953 - King of the Tudors
- 1954 - Landau
- 1955 - My Kingdom
- 1956 - Lucero
- 1957 - Quorum
- 1958 - Major Portion
- 1959 - Petite Étoile
- 1960 - Venture VII
- 1961 - Le Levanstell
- 1962 - Romulus
- 1963 - Queen's Hussar
- 1964 - Roan Rocket
- 1965 - Carlemont
- 1966 - Paveh
- 1967 - Reform
- 1968 - Petingo
- 1969 - Jimmy Reppin
- 1970 - Humble Duty